# Piłka do rugby

Wymiary piłki zgodnie z przepisami World Rugby

Piłka do rugby – jajowata, symetryczna piłka, składająca się z czteroczęściowego płaszcza skórzanego lub syntetycznego i gumowej dętki, używana w rozgrywkach rugby.

## Parametry piłki
Parametry piłki  służącej do rozgrywania oficjalnych meczów zależą od odmiany rugby.

### Rugby union
Według przepisów World Rugby dłuższa oś piłki powinna mierzyć 280–300 mm, odwód przekroju wzdłuż 740–770 mm, a przekroju wszerz 580–620 mm. Waga piłki to 410–460 gr. Przed meczem ciśnienie wewnątrz piłki powinno wynosić 0,67–0,7 kG/cm². Takie same wymiary obowiązują według przepisów Polskiego Związku Rugby.